# Phóng chiếu tâm lý
Phóng chiếu tâm lý (Psychological projection) hay là Sự phóng chiếu (Projection) là một cơ chế phòng vệ tâm lý, trong đó một cá nhân gán những suy nghĩ, cảm xúc, hoặc ham muốn không được chấp nhận của chính mình cho một người khác, đó là hành vi vô thức trông thấy những lỗi lầm hoặc ham muốn không được thừa nhận của mình ở người khác để không phải đối mặt với chúng ở bản thân. Trong tâm lý học, phân tâm học và liệu pháp tâm lý thì sự phóng chiếu là quá trình nội tâm trong đó một cá nhân gán ghép những suy nghĩ, niềm tin, cảm xúc, kinh nghiệm và đặc điểm tính cách bên trong của bản thân mình cho một người hoặc một nhóm người khác. Từ điển Tâm lý học của Hiệp hội Tâm lý học Hoa Kỳ định nghĩa sự phóng chiếu như sau: "Đây là quá trình một người gán ghép những đặc điểm tích cực hoặc tiêu cực, cảm xúc và xung lực cá nhân của mình cho một người hoặc một nhóm người khác... thường là một cơ chế phòng vệ trong đó những xung lực, tác nhân gây căng thẳng, ý tưởng, ảnh hưởng hoặc trách nhiệm khó chịu hoặc không thể chấp nhận được được gán cho người khác. Ví dụ, cơ chế phóng chiếu giải tỏa cho phép một người đang mâu thuẫn trong việc thể hiện sự tức giận thay đổi câu "Tôi ghét họ" thành "Họ ghét tôi". Những kiểu thủ thế như vậy thường được sử dụng để biện minh cho những thành kiến hoặc để trốn tránh trách nhiệm".

## Lịch sử
Kinh Talmud Babylon (năm 500 sau Công nguyên) từng răn dạy rằng: "Đừng chế nhạo người hàng xóm những điều xấu của chính nhà ngươi". Trong thời kỳ cận hiện đại, người đi đầu nổi bật trong việc xây dựng nguyên lý phóng chiếu là Giambattista Vico. Năm 1841, Ludwig Feuerbach là nhà tư tưởng đầu tiên của Thời đại Khai sáng sử dụng khái niệm này làm cơ sở cho một sự phê phán có hệ thống về tôn giáo. Carl Jung cho rằng những thứ bị chối bỏ của nội tâm chính mình được biểu tượng thông qua nguyên mẫu Bóng tối vô thức mà có khả năng sẽ phóng chiếu ra bên ngoài đối với người khác. Một người có những ham muốn tình dục bị dồn nén mà họ cho là "hư hỏng" thì có xu hướng trở nên cực kỳ khắt khe và luôn nhìn thấy sự "dâm đãng", "hư hỏng" ở những người xung quanh, hay như một người chồng đang ngoại tình lại luôn nghi ngờ vợ mình không chung thủy. Sự phóng chiếu làm giảm sự lo lắng bằng cách cho phép biểu hiện những ham muốn hoặc suy nghĩ bị cấm đoán, nhưng dưới một hình thức bị bóp méo, khiến chúng có vẻ như đến từ bên ngoài và không phải là của chính mình. 
Nghiên cứu về sự phóng chiếu xã hội ủng hộ sự tồn tại của hiệu ứng đồng thuận sai lầm trong đó con người có xu hướng tin rằng người khác giống mình và do đó "phóng chiếu" các đặc điểm cá nhân của họ lên người khác (sự phản chiếu hành ảnh của chính bản thân mình) nhưng điều này áp dụng cho cả đặc điểm tốt và mặt xấu nên nó không phải là cơ chế phòng vệ để phủ nhận sự tồn tại của đặc điểm trong bản thân. Một nghiên cứu về bằng chứng thực nghiệm cho một loạt các cơ chế phòng vệ của Baumeister, các tác giả Dale và Sommer (1998) đã kết luận rằng: "Quan điểm cho rằng mọi người thường thủ thế bằng cách gán những đặc điểm xấu cụ thể của mình cho người khác như một cách để phủ nhận rằng họ không có những đặc điểm đó là không có cơ sở". Tuy nhiên, Newman, Duff và Baumeister (1997) đã đề xuất một mô hình phóng chiếu phòng thủ mới, trong đó nỗ lực của người kìm nén tâm lý nhằm kìm nén suy nghĩ về những đặc điểm không mong muốn của họ khiến những phạm trù đặc điểm đó dễ tiếp cận hơn—do đó, chúng được sử dụng thường xuyên hơn khi hình thành ấn tượng về người khác. Khi đó, phóng chiếu chỉ là một sản phẩm phụ của cơ chế phòng thủ thực sự.